# 아줌마 (드라마)
《아줌마》는 2000년 9월 18일부터 2001년 3월 20일까지 방영된 문화방송 월화드라마이다.

## 줄거리
가부장적인 집안에서 순종적인 전업 주부로 살다가 자신의 삶을 돌아보고 변신하는 과정을 그린 코믹 홈 드라마이다.

## 등장인물

### 주요 인물
- 강석우 : 장진구(37세) 역 - 대학교수
- 원미경 : 오삼숙(35세) 역 - 전업주부

### 진구네
- 이순재 : 장기백(65세) 역 - 진구의 아버지
- 정재순 : 신옥자(59세) 역 - 예명 신혜란. 진구의 어머니
- 백성현 : 장훈(14세) 역 - 삼숙과 진구의 첫째 아들
- 오승윤 : 장견(11세) 역 - 삼숙과 진구의 둘째 아들
- 이정훈 : 윤정수(35세) 역 - 혜영의 남편
- 변소정 : 장혜영(33세) 역 - 장기백, 신옥자의 큰 딸. 진구의 첫째 동생
- 하승리 : 윤세은(7세) 역 - 혜영의 딸
- 김호진 : 강수환(31세) 역 - 장아영의 남편
- 박주미 : 장아영(30세) 역 - 장기백, 신옥자의 막내 딸. 진구의 둘째 동생

### 삼숙네
- 김영옥 : 송씨 역 - 삼숙 외할머니
- 김용림 : 조금금 역 - 삼숙의 어머니
- 김병세 : 오일권(37세) 역 - 삼숙의 오빠, 진구의 오랜 친구
- 견미리 : 최유미(35세) 역 - 일권의 아내

### 진구관련인물
- 송승환 : 박재하(37세) 역 - 진구의 오랜 친구
- 심혜진 : 한지원(35세) 역 - 진구의 첫사랑
- 윤순홍 : 진구의 오랜 친구
- 이상숙 : 진구의 오랜 친구의 아내

### 삼숙관련인물
- 권재희 : 효숙 역 - 삼숙의 친구
- 정재환 : 김봉환 역 - 삼숙의 친구

- 정호근 : 판사 역
- 주영훈 : 안용호 역
- 조하나 : 서현우 역
- 김응석 : 우석 역
- 김호영 : 백남호 역
- 서영희: 송승환이 월급사장으로 있는 썸씽 직원 역

## 제작진
- 기획 : 김승수
- 극본 : 정성주
- 촬영 : 김용남
- 기술 : 조학동
- 카메라 : 김종길
- 조명 : 임시우
- 편집 : 김현수
- 음악 : 고병준
- 미술 : 성철중
- 조연출 : 이재규
- 연출 : 장두익(1 ~ 10회)[1], 안판석(11 ~ 54회)

## 이모저모
- 한동안 단막극이나 패션쇼를 위주로 활동해 왔던 변소정은 SBS 《지평선 너머》 이후 2년 6개월여 만에 이 드라마로 복귀를 했다.[2]
- 심혜진은 2000년 4월 끝난 KBS 2TV 일요드라마 《여비서》 이후 5개월 만에 연기 활동을 재개했는데 《아줌마》에 앞서 왕가위 감독의 영화 《2046》으로 연기 활동을 재개할 예정이었지만 이런저런 사정으로 무산됐다.[3]
- 2019년 개국한 MBC ON에서 다시 방송 중이다.
- 당초 〈지존 아줌마〉란 제목이 거론됐으나[2] '지존파'를 연상시킨다는 지적이 있어서 서둘러 변경했다.
- 50부작에서 4회 연장되어 54부작으로 마무리되었다.
- 이혼을 조장하고 왜곡된 남성상을 확대재생산했다는 지적이[4] 일기도 했다.
- 당초 고졸 출신의 오삼숙이 대학교수인 남편 장진구의 속물적 삶에 반란을 일으키고 이혼소동 끝에 가정의 주도권을 얻어내는 것이었으나, 강진구가 바람을 피우면서 시청자들은 두 사람을 이혼시켜야 한다고 피력했고 제작진은 이를 받아들였다.[5]

## 수상
- 2000년 MBC 연기대상 최우수연기상 원미경
- 2001년 백상예술대상 TV부문 드라마 작품상
- 2001년 백상예술대상 TV부문 여자 최우수연기상(탤런트) 원미경
- 2001년 백상예술대상 TV부문 인기상(탤런트) 강석우